# Ригерсбург (замок)
Ригерсбург (нем. Riegersburg) — средневековый замок, расположенный в одноимённой ярмарочной коммуне, в округе Зюдостштайермарк, в земле Штирия, Австрия. По своему типу относится к замкам на вершине.

## Расположение
Скала Ригерсбург (484 метров над уровнем моря) доминирует над окрестностями. Она образовалась в Восточной Штирии в процессе вулканизма в эпоху неогена или плейстоцена. Из-за подобных скалистых выступов регион часто называют Штирийской землёй вулканов. Базальтовая порода представляет собой остатки диатремы, образовавшейся более двух миллионов лет назад в результате нескольких фреатомагматических взрывов (то есть есть при попадании больших масс воды в кратер раскалённого вулкана).
Замковая гора с трёх сторон имеет почти отвесные склоны, что делало её идеальным местом для строительства крепости. Подняться наверх можно было только с южной стороны.

## История

### Ранний период
Базальтовый конус, поднимающийся над окружающей равниной на высоту более 100 метров, был заселён около 6000 лет назад. Он уже тогда мог служить надёжным естественным убежищем. Еще в эпоху образования славянского племенного союза Карантании (с VII века) на замковом холме находились укрепления. Косвенным признаком наличия раннего замка служит название долины, лежащей к западу от замка и протекающего здесь ручья: Грацталь и Грацбах. Эти названия образованы от славянского слова «градец» (Gradec) — небольшая крепость.

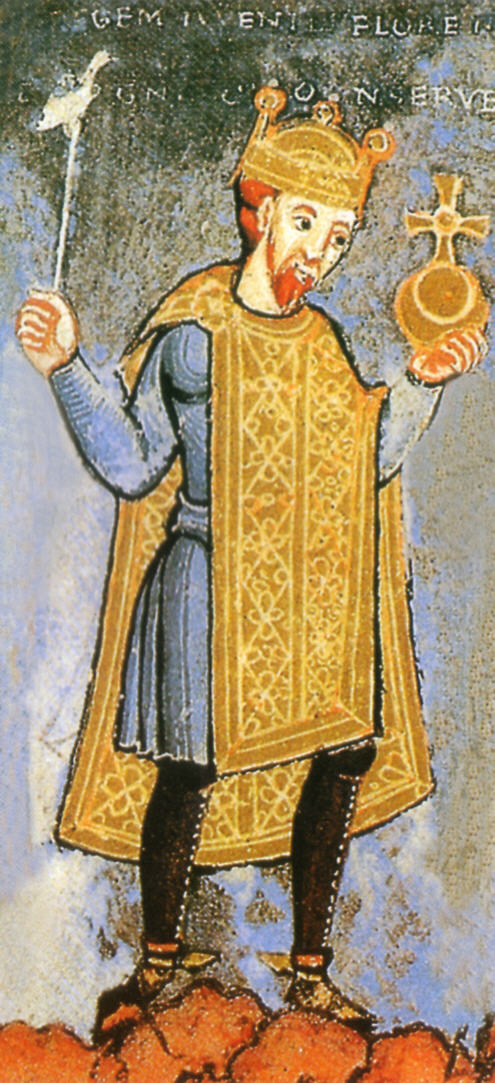
Изображение Генриха III на средневековой миниатюре

### Средние века
Около 1020 года немецкое воинство из Священной Римской империи впервые смогло отбросить вторгшихся кочевых венгров за реку Лафнитц. После этого представители влиятельного пфальцграфского родп Арибонидов смогли взять под контроль значительную часть восточной Штирии. До того область принадлежала императору Генриху II Святому. Штирия снова была потеряна около 1030 года при власти Конрада II. И только в 1043 году при Генрихе III наконец императоры смогли восстановить здесь своё прямое правление.
Вероятно, ещё до 1100 года уже была построена Верхняя крепость (Obere Feste). Укрепления появились на северной вершине, именовавшейся позднее Кронегг. Также там возникли церковь Марии Магдалины и дом приходского священника. Причём клирики проводили службы в церкви на вершине горы (позднее названной в честь Святого Мартина) вплоть до 1979 года.
Ригерсбург впервые упоминается в документах в 1138 году. Тогдда его именовали «Руоткершпурх». В 1142 году замком владел Хартнид фон Трайзен-Орт, который стал называть себя «фон Ригерсбург». От этого владельца замок перешёл к его зятю Ричеру фон Хенгистбургу (1130–1168), авторитетному министериалу из рода маркграфов Траунгау. Этот человек и стал родоначальником династии фон Ригерсбург-Вильдон. Его сыновья — Хартнид, Херранд и Ричер — примерно с 1174 года стали также новыми хозяевами крепости около поселения Вильдон, после чего фамилия и стала состоять из двух слов по названию двух главных крепостей.

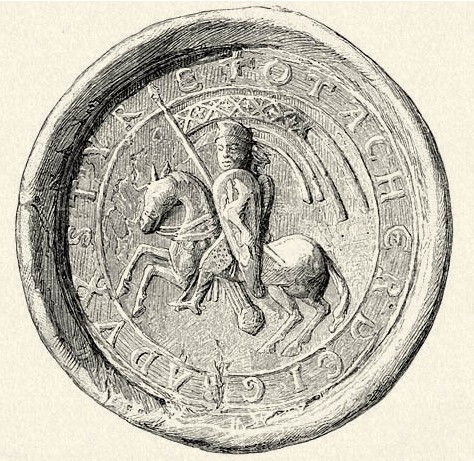
Личная печать маркграфа Отокара III

Чтобы ограничить могущество рода фон Ригерсбург-Вильдон, маркграф Отакар III примерно в 1140–1150 годах в южной части скалы возвёл ещё одну крепость, в которой держал собственный гарнизон. Эти укрепления, именовавшийся «Нижняя крепость» (Niedere Feste), впервые упоминаются в документе 1170 года. Вершина, на которой она появилась, позднее стала именоваться Лихтенегг. Для управления ею назначался особый бургграф. Так как попасть в Верхний замок можно было тольк через Нижний, представители родп фон Ригерсбург-Вальдон действительно оказались в завивимости об благосклонности Отакара III.
После смерти Лейтольда фон Ригерсбург-Вильдон в 1249 году Верхний замок перешёл через брак его дочери Гертруды стал владением её супруга Альберо V фон Кюнринг-Дюрнштайна. В 1295 году Лейтольд фон Кюнринг вместе с другими представителями австрийской знати восстал против герцога Альбрехта II. После поражения мятежников в 1299 году Лейтольда фон Кюнринга вынудили уступить родовой замок Ульриху I фон Вальзее. В последующие десятилетия представители штирийского рода фон Вальзее сумели взять под контроль Верхний замок. А в 1320 году они смогли заполучить и Нижний замок. Сначала в качестве залога, а затем в качестве наследственного феодального владения. Правда, фортификационный комплекс из двух замков возник несколько позднее.
В 1363 году род фон Вальзее пресёкся. Их собственность унаследовали родственники из линий Вальзее-Энн, обитавшие в Верхней Австрии. Правда для этого им пришлось победить в тяжбе с Габсбургами, которые также претендовали на Ригерсбург.

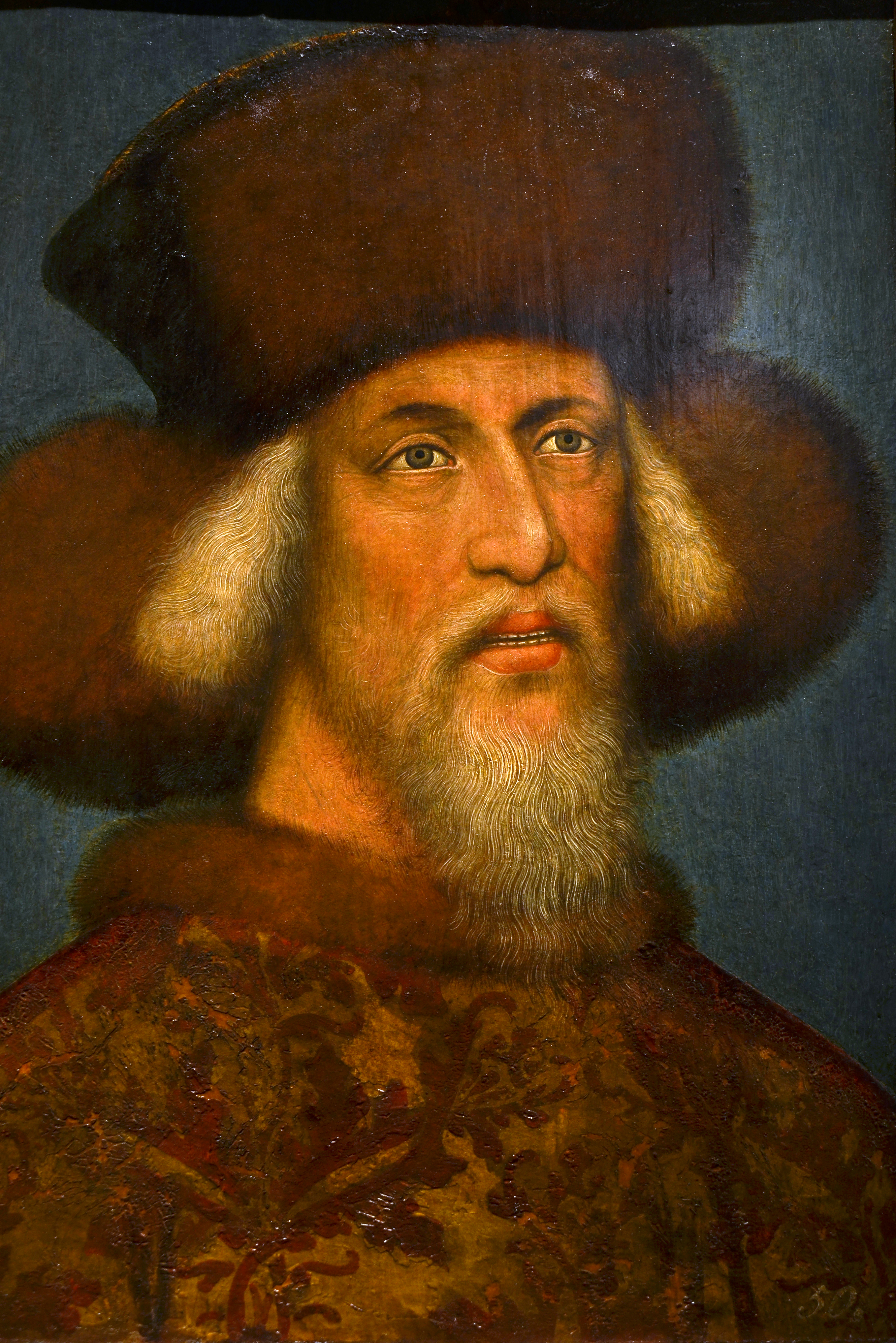
Император Сигизмунд

### XV век
После 1400 года Ригерсбург временно находился во владении Отто фон  в качестве залога. Однако через девять лет прежние собственники сумели выкупить замок.
Во время так называемой «Вальзейской вражды» Рейнпрехт II фон Вальзее-Энн сражался на стороне герцога Альбрехта V против герцога Эрнста. Бургграф крепости предпринял в 1412 году ряд набегов из Ригерсбурга на княжеские владения герцога Эрнста и опустошил большую часть Восточной Штирии. Осенью правителю Австрии после непродолжительной осады удалось захватить Нижний замок. После этого солдаты из гарнизона Верхнего замка были вынуждены сдаться.
В 1417 году благодаря вмешательству императора Сигизмунда граф Рейнпрехт II смог получить обратно основную часть своих штирийских владений, утраченных в прежних междоусобицах. Около 1420 года представители рода фон Вальзее приказали высечь вдоль западного склона замковой скалы специальный путь, ведущий в Верхний замок. Эта дорога, именуемая сначала Эзельштайг, а позднее Кронэггштайг, длиной 120 метров позволила сделать доступ в Верхний главный независимым от Нижнего. Таким образом, после захвата врагами Нидербурга гарнизона Обербурга не оставался в изоляции. В любом случае с того времени Ригерсбург ни разу не был завоёван ни во время нападений со стороны Венгрии, ни в ходе вторжений турецкой армии.

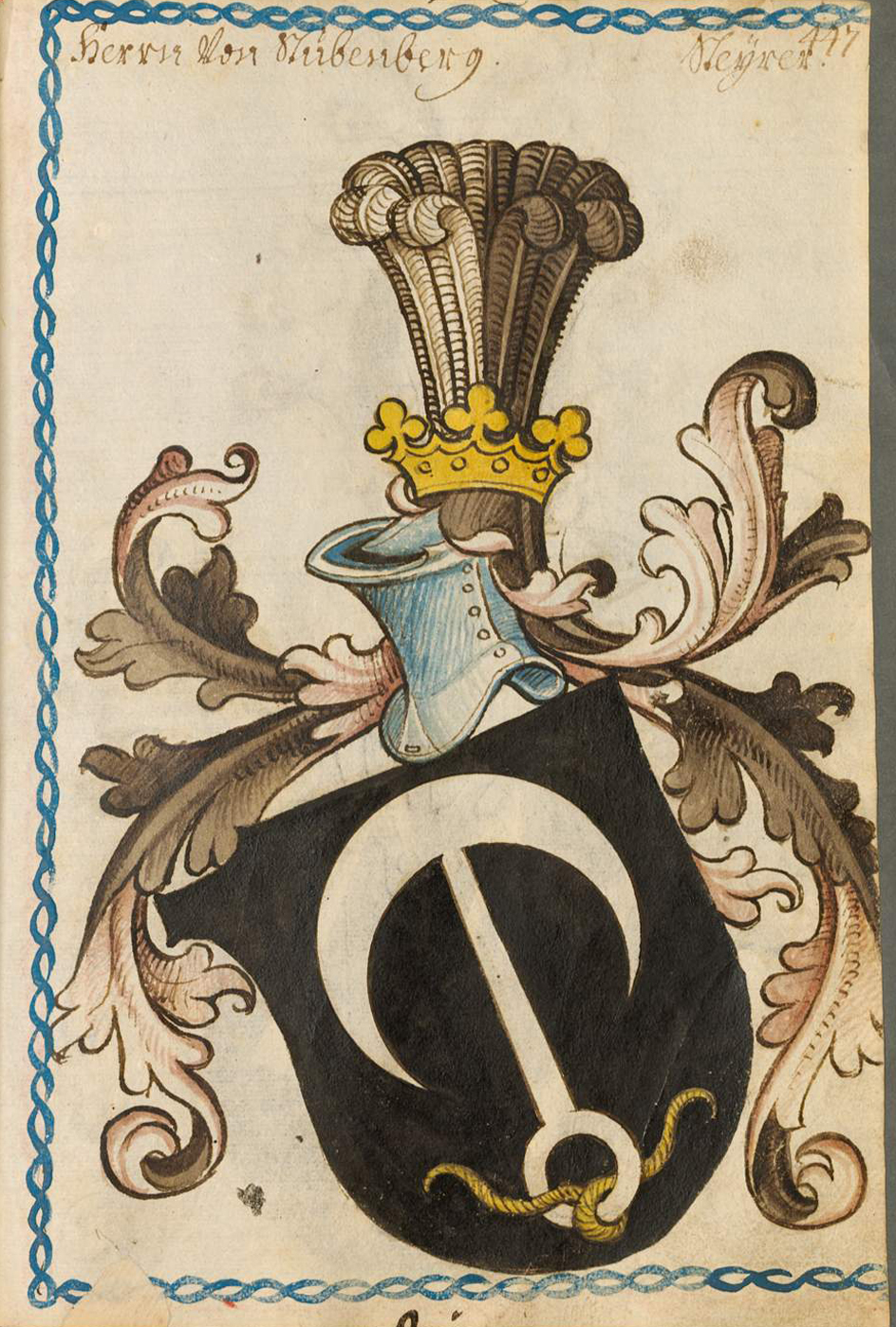
Герб дворянского рода Штубенберг (дворянский род)

В 1434 году замок стал собственностью Рейнпрехта III. Он отремонтировал комплекс, усилив его оборонительные возможности. Однако из-за финансовых затруднений его сын Вольфгангом в 1456 году был вынужден передать Ригерсбург в залог Лейтольду фон . Кастеляном крепости стал Иоганн Штайнпайс Средний. Он управлял комплексом как личной собственностью вплоть до самой кончины, наступившей в 1462 году. После этого в 1466-м замок унаследовал Рейнпрехт IV, брат Лейтольда фон Штубенберга. Но через 13 лет он был вынужден продать крепость Рейнпрехту фон Райхенбургу.
В эти же годы (1469–1490) жителям Штирии пришлось пережить чрезвычайно тяжёлое время. На регион обрушились сразу несколько бедствий: эпидемия чумы, неурожай и голод, турецкие нашествия и война с Венгрией. Население области за этот период сократилось на треть.

### XVI век
В 1539 году Андрэ фон Грабен, владелец Корнберга и Марбурга, стал собственником Ригерсбурга через брак с Поликсеной, наследницей рода фон Райхенбург. Однако после его смерти император воспользовался формальной ошибкой в документах и через суд вернул себе комплекс в личное владение, а затем вновь передал его в управление представителям семьи Райхенбург.
В 1571 году управление замком перешло к Эразму фон Штадлю. Этот аристократ вложил значительные средства в реконструкцию крепости. Вместо утилитарного фортификационного сооружения был сформирован дворцово-замковый комплекс. Фасады зданий были решены в стиле позднего Возрождения.

### XVII век

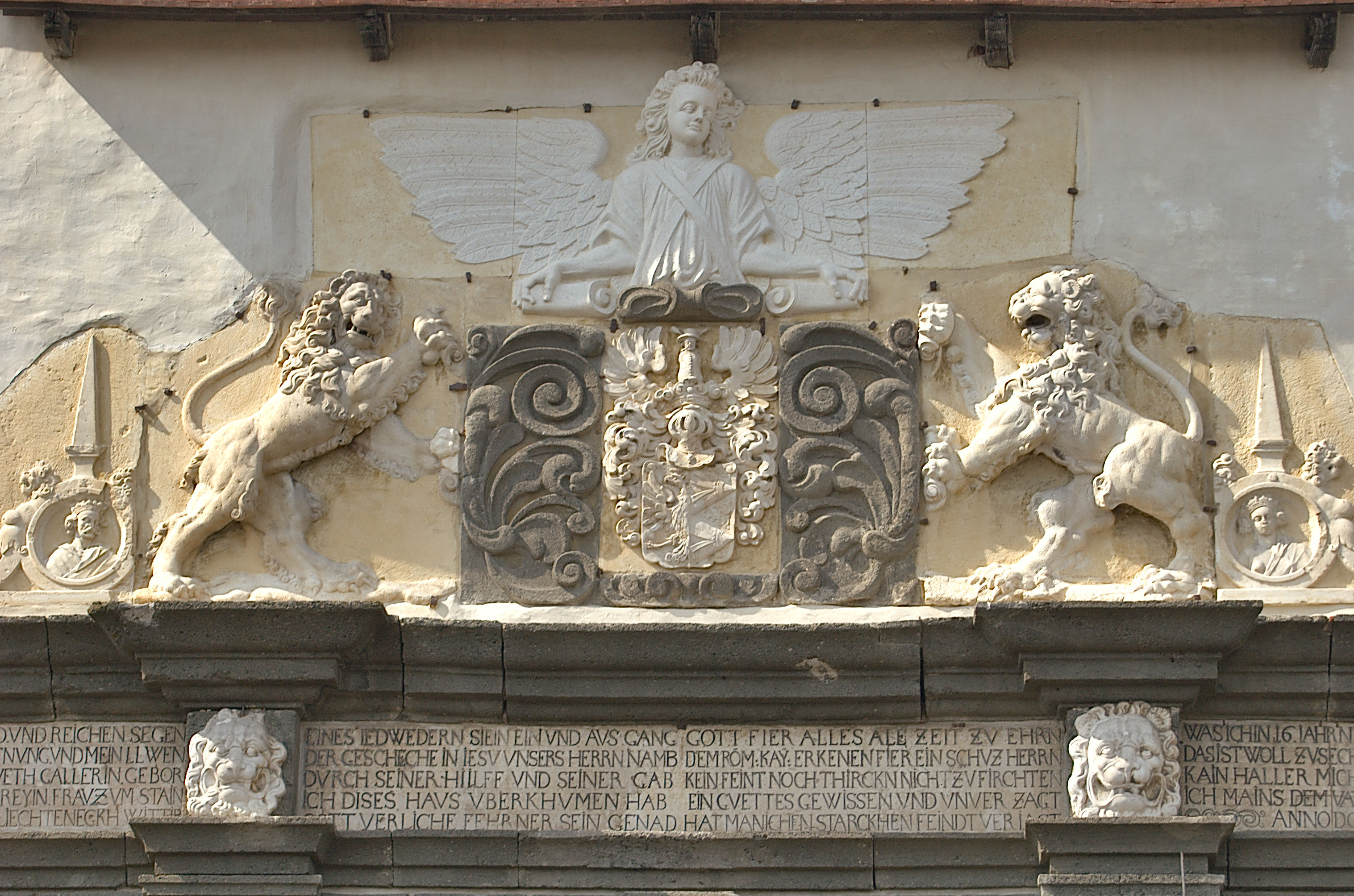
Герб семьи фон Векслер, исзотовленный над Вцславскими воротами в 1653 году

В 1618 году Ригерсбург выкупил Георг Кристоф фон Уршенбек. Отпраздновать приобретение собралась многочисленная родня нового собственника. Пиршества продолжались 20 дней. Это событие увековечено на гравюре, которую можно увидеть в рыцарском зале. В 1637 году после судебного разбирательства контроль над замком перешёл к барону Зейфриду фон Векслеру. От него в 1638 году по наследству комплекс перешёл его дяде Зигмунду фон Векслеру, а ещё через 10 лет племяннице последнего — Элизабет Катарине фон Векслер. Эта женщина по первому мужу стала известна как баронесса фон Галлер.
Под прозвищами «Галлерина» или «плохая Лизль» Элизабет Катарина стала одной из самых ярких героинь Штирии XVII века. Она была замужем трижды. Она сумела сохранить единоличное владение замком, выплатив 15 тысяч гульденов первому мужу, барону Гансу Вильгельму фон Галлеру, председателя придворного военного совета. Второй супруг, полковник Детлефф фон Капель, пал в битве при Могерсдорфе в 1664 году. Вдова вышла замуж в третий раз за Ганса фон Штадля, а дальше произошло невероятное — баронесса добилась развода.
На протяжении своей жизни Элизабет Катарина без конца ссорилась с соседями. Причём как со светскими лицами, так и с духовными. В частности, она устраивала напдения на Вольфганга Штробеля, главного пастора Ригерсбурга, за то, что тот вёл неподобающий для служителя церкви образ жизни. Баронесса считала, что имеет полное право отдавать приказы церковникам, так как официально считалась покровительницей прихода. В Пальдау она однажды даже произнесла проповедь, не обращая внимание на протесты местных клириков.
Из-за того чьл Восточная Штирия десятилетиями находилась под угрозой турецкого вторжения, Элизабет Катарина потратила огромные суммы на реконструкцию крепости, чтобы сделать Ригерсбург «самой неприступной твердыней христианства». Во всяком случае, об этом рассказывал позднее генералиссимус Раймондо Монтекукколи.
Работы велись с невероятным размахом. Было построено шесть ворот и одиннадцать бастионов, внешняя трёхкилометровая стена окружала площадь в 15 гектаров, за которой находилось множество хозяйственных построек и где сотни крестьян вместе с домашним скотом могли бы найти убежище в случае опасности. Объём работ был так велик, что они завершились только после смерти баронессы (она умерла в 1672 году). Закончилась реконструкция в 1676 году при власти графов фон Пургшталь. Они оказались владельцами замка благодаря женитьбе одного из представителей своей чемьи на Регине, дочери Элизабеты Катарины.

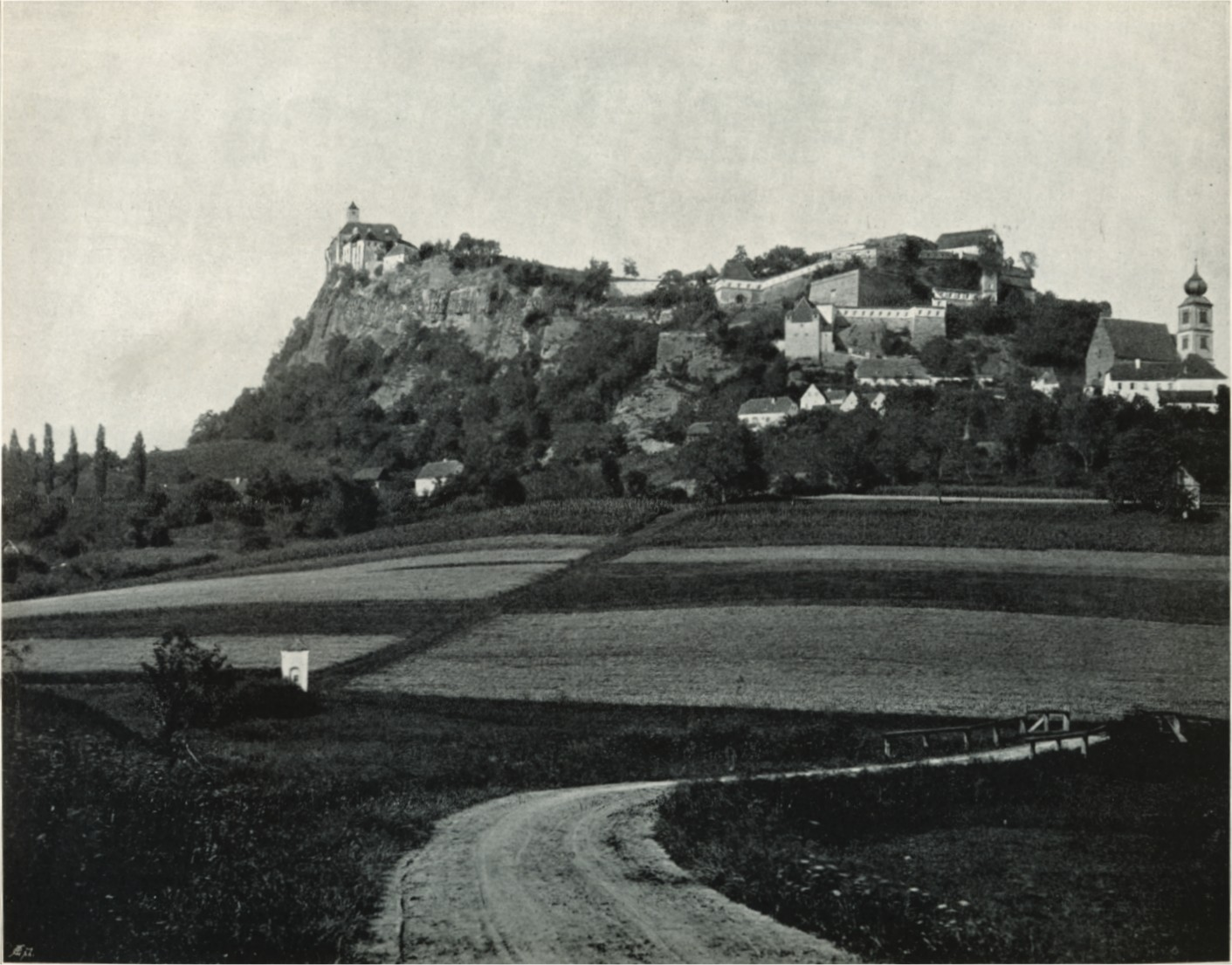
Замок на фотографии 1898 года

### XVIII-XIX века
Семья графов фон Пургшталь владела Ригерсбургом на протяжении почти полутора веков. За это время комплекс утратил военное значение и служил жилой резиденцией. Однако в 1817 году со смертью последнего представителя рода остро втсал вопрос о принадлежности замка. В итоге в ходе сложных переговоров наследство было разделено между 17 людьми, включая графов Зауэра и Лантьери и Штубенбергеров. Новые собственники решили продать Ригенсбург.
В 1822 году был устроен публичный аукцион. Максимальную сумму за поместье и замок предложил принц Иоганн Лихтенштейнский. С той поры комплекс остаётся во владении его потомков.

### XX век
Вероятно, богатство Княжеского дома Лихтенштейнов спасло замок от неминуемого упадка после мощных бомбардировок, проводившихся союзниками в 1945 году. После завершения Второй мировой войны оперативно был проведён полный ремонт всех поврежденных частей Ригерсбурга и тщательная реставрация внутренних помещений.
В настоящее время комплекс принадлежит боковой линии Дома Лихтенштейн. С 2014 года упаравляет замков князь Эмануэль фон унд цу Лихтенштейн. Вместе с членами своей семьи он уделяет много времени пректам, связанным с сохранением замка, как ценного архитектурного наследия.

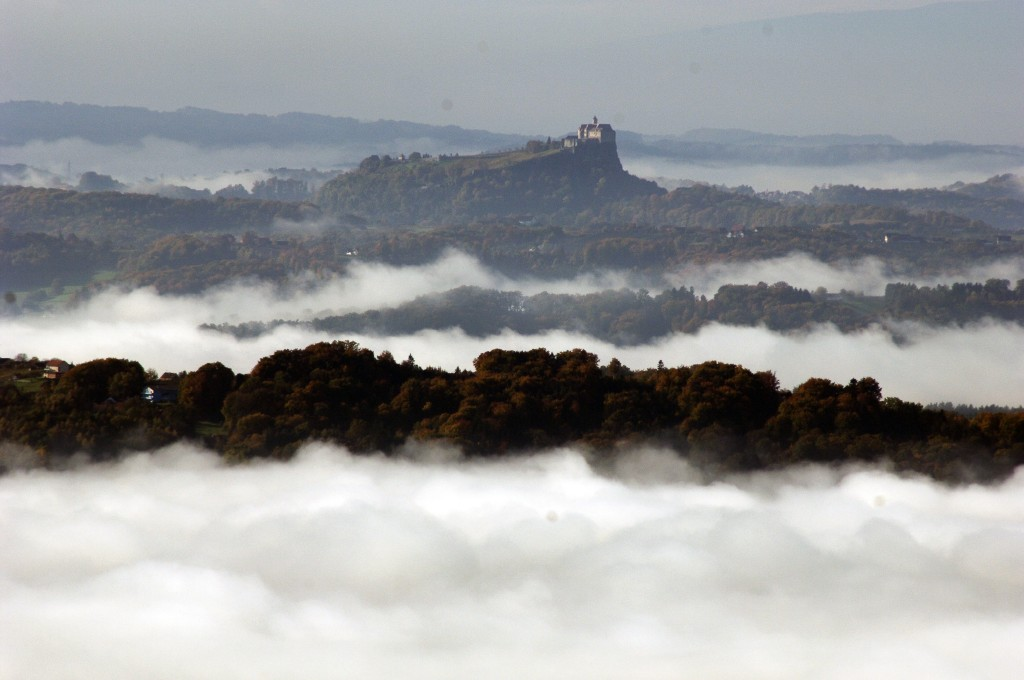
Вид замка и долины с востока

## Современное использование
В настоящее время Ригерсбург является одной из самых известных туристических достопримечательностей Штирии. Здесь проводятся экскурсии и различные тематические выставки. Особой популярностью пользуется экспозиция, посвящённая теме «Охота на ведьм». Дело в том, что неподалёку в Фельдбахе с 1673 по 1675 проходил один из самых известных Великих процессов над ведьмами. Его жертвой стала Катарина Пальдауф, чья история не раз становилась сюжетом книг и картин.
Для удобства туристов построен фуникулёр. С его помощью можно менее чем за минуту взлететь от подножия замковой скалы на самый верх в цитадель без утомительного подъёма.
Яркой особенностью замка является расположенный здесь питомник с хищными птицами. Для любителей соколиной охоты и туристов проходят демонстрационные полёты специально обученных хищников. Эти мероприятия собирают сотни зрителей.
Внутри замка имеется ресторан, а также несколько смотровых площадок, откуда открываются захватывающие виды на долину и горы. У подножия скалы расположено пространство развлечений с детской площадкой, аттракционами, верёвочным парком и тиром для стрельбы из лука.

## Описание замка

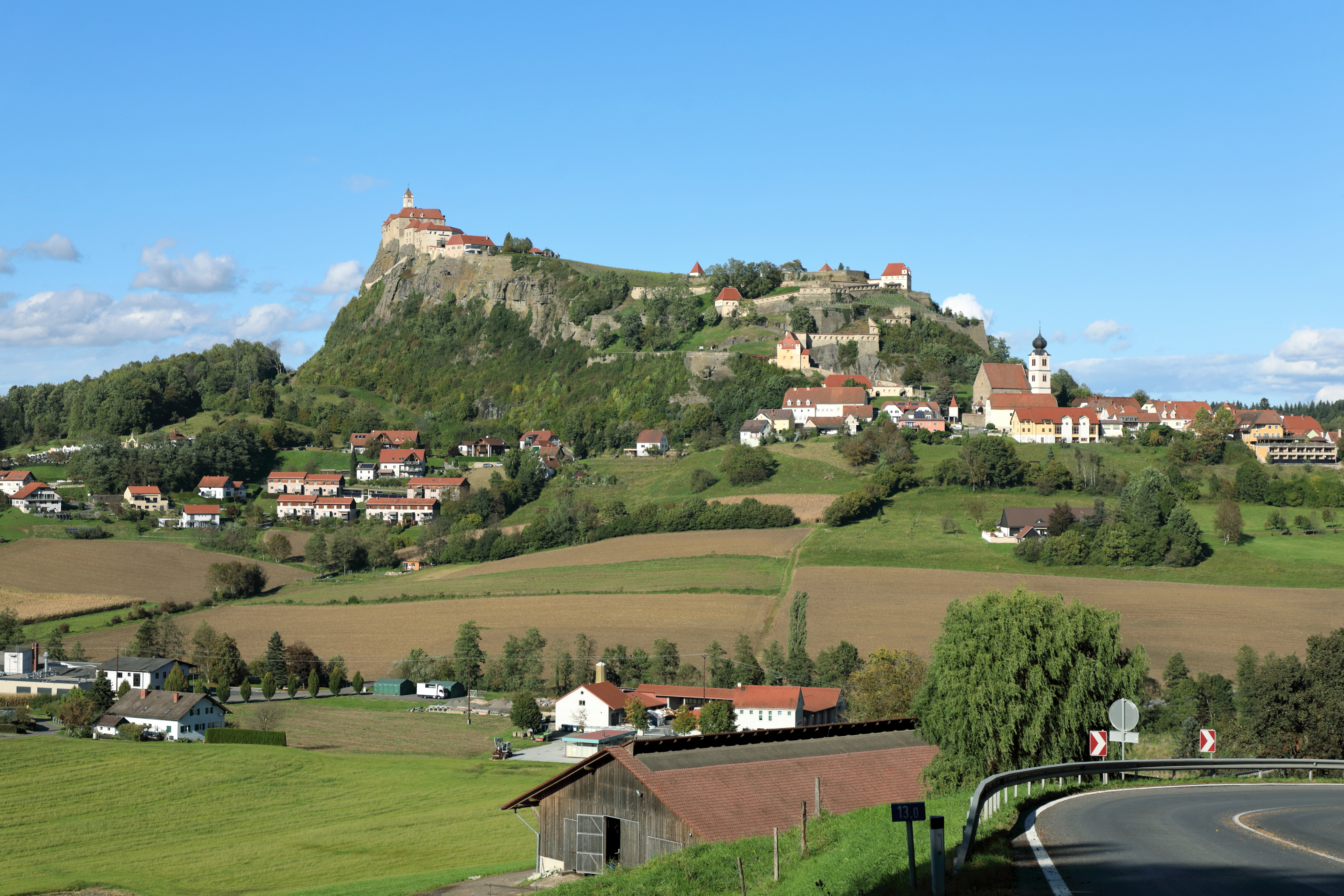
Общий вид комплекса

### Путь к замку
Чтобы попасть в Верхний замок пешком нужно преодолеть крутой подъём, пройдя через несколько ворот. Строительство первых четырёх ворот приписывают мастеру Бартоломеусу Эбнеру. Их создали между 1678 и 1690 годами. Самые мощные ворота — Аннентор и Лихтенекертор — находятся наверху.

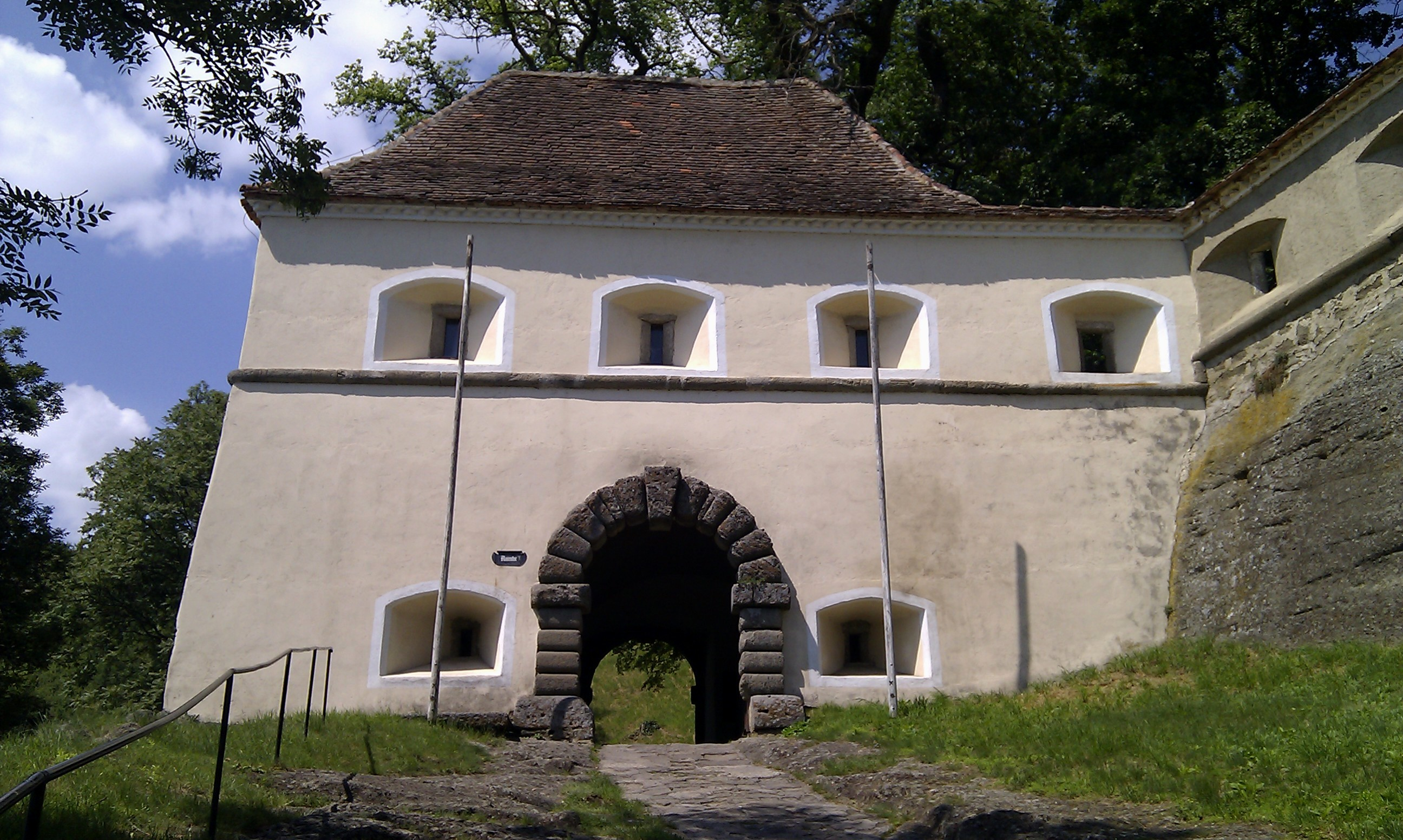
Ворота Аннентор

Отдельной достопримечательностью является лесница, выбитая в скале с западной стороны комплекса. Она известна под именем «Эзельштайг». Здесь также были предусмотрены несколько ворот, чтобы усложнить врагам попытки штурма.

### Внешний двор
Обширное огороженное плато, которое в прежние времена было призвано служить убежищем для местных жителей, в настоящее время используется под виноградники. Их площадь составляет 10 гектаров. Бывшие некогда здесь склады для хранения запасов оружия и продовольствия снесены. Снаружи эту часть комплекса окружает ров, пробитый в скальной породе.

### Вацлавские ворота

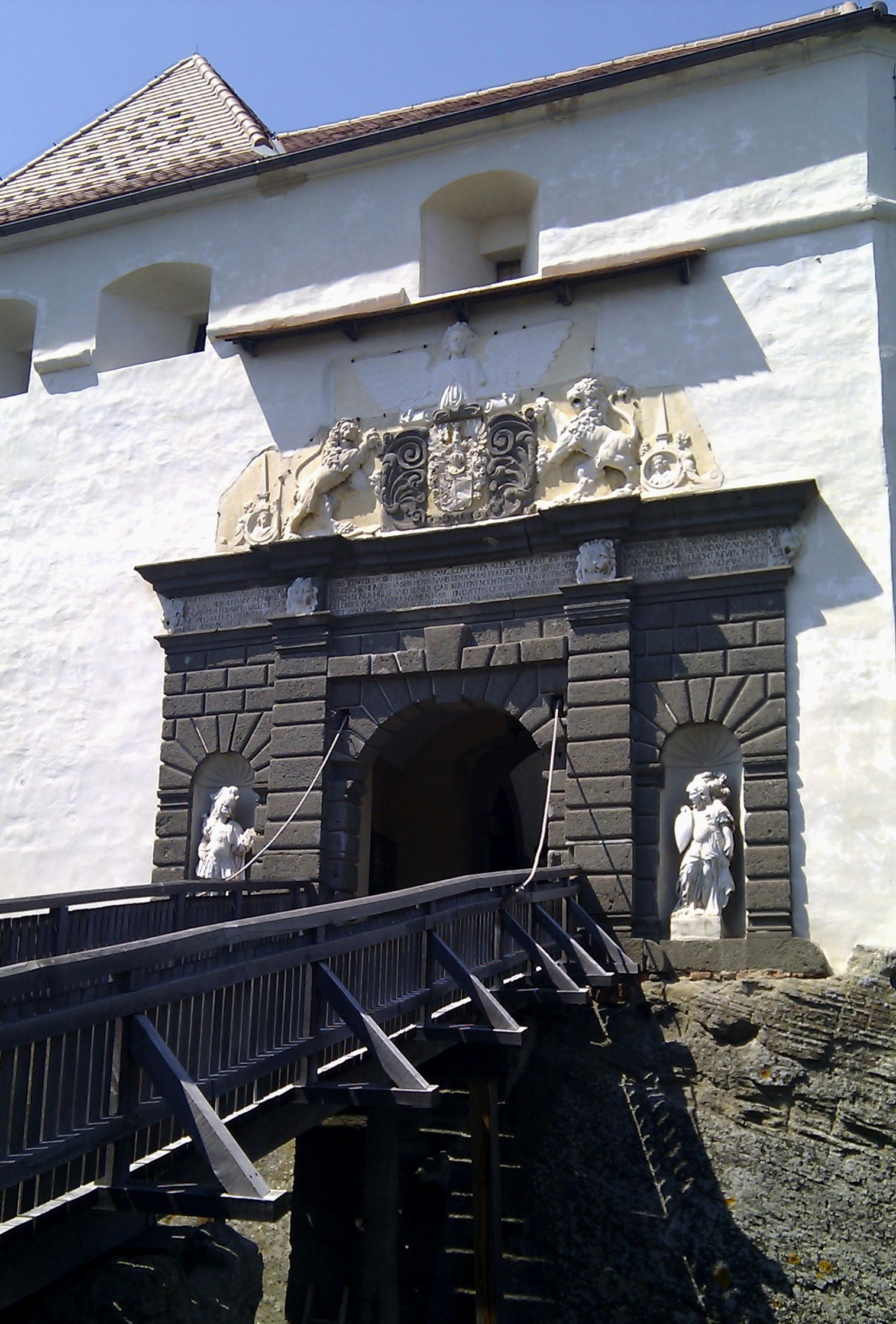
Вацлавские ворота

Ворота, ведущие в Верхний замок из Нижнего, богато украшены и призваны подчеркнуть престиж и влияние владельцев Ригерсбурга. Перед ними имеется деревянный мост, переброшенный через глубокий ров. Изначально здесь находился подъёмный мост. В нишах сбоку от Вацлавских ворот расположены статуи римских богов войны: Марса и Беллоны.

### Бастионы
Комплекс окружают сразу 12 бастионов. Девять из них имеют собственное имя: Святой Регины, Святого Михаила, Святого Ксавьера, Святой Марии, Леопольда, Святого Иосифа, Святого Антония, Святого Йоханниса и Святой Катарины.

### Верхний замок (Кронегг)
Верхний замок вытянут вдоль верхней части скалы, на которой построен. Он состоит из примыкающих жруг к другу двух- или трёхэтажный зданий, которые образуют два узких внутренних двора. Преобладающим архитектурным стилем является поздний ренессанс и позднее барокко. Южный двор украшен аркадами изящными из колонн и сводов. Вход в северный двор (Брунненхоф) украшен гербом рода фон Векслер. Внутри находится колодец, построенный в 1640 году и украшенный кованой беседкой.
Рядом со входом в Верхний замок находится небольшая капелла.

### Интерьеры
Внутри замка особенно примечательны Княжеские покои, Картинная галерея, Римский зал и Турецкий зал. Кроме них для посещения туристами открыты Рыцарский зал, княжеская столовая и несколько лестниц.
Отдельно стоит упомянуть так называемый Белый зал. Это роскошно отделанное помещение в стиле барокко – бывшая летняя столовая, созданная мастером-строителем Антонио Солари (1620-1672) по заказу баронессы Элизабеты Каратины фон Галлер. Дорогостоящее строительство было завершено в 1658 году. Память об огромных расходах увековечена специальной надписью, сделанной по приказу баронессы: «Строительство нового – прекрасное удовольствие. Но я хорошо помню, чего мне это стоило».

## Интересные факты
- В 2005 году в Ригерсбурге снимался клип на песню Cassis японской группы The Gazette.
- Старейшее в Австрии католическое объединение, K.Ö.St.V. Riegersburg zu Fürstenfeld, названо в честь замка Ригерсбург.
- Винодельня существовала в замке с XVII века. В настоящее время виноградники сданы в аренду компании Bernhart, которая выпускает вино с названием Riegersburg.
- Для любителей альпинизма на отвесном склоне предусмотрены несколько маршрутов (виа феррата): два с уровнем сложности «C», а также короткий, но более трудный маршрут с уровнем сложности «D».

## Галерея

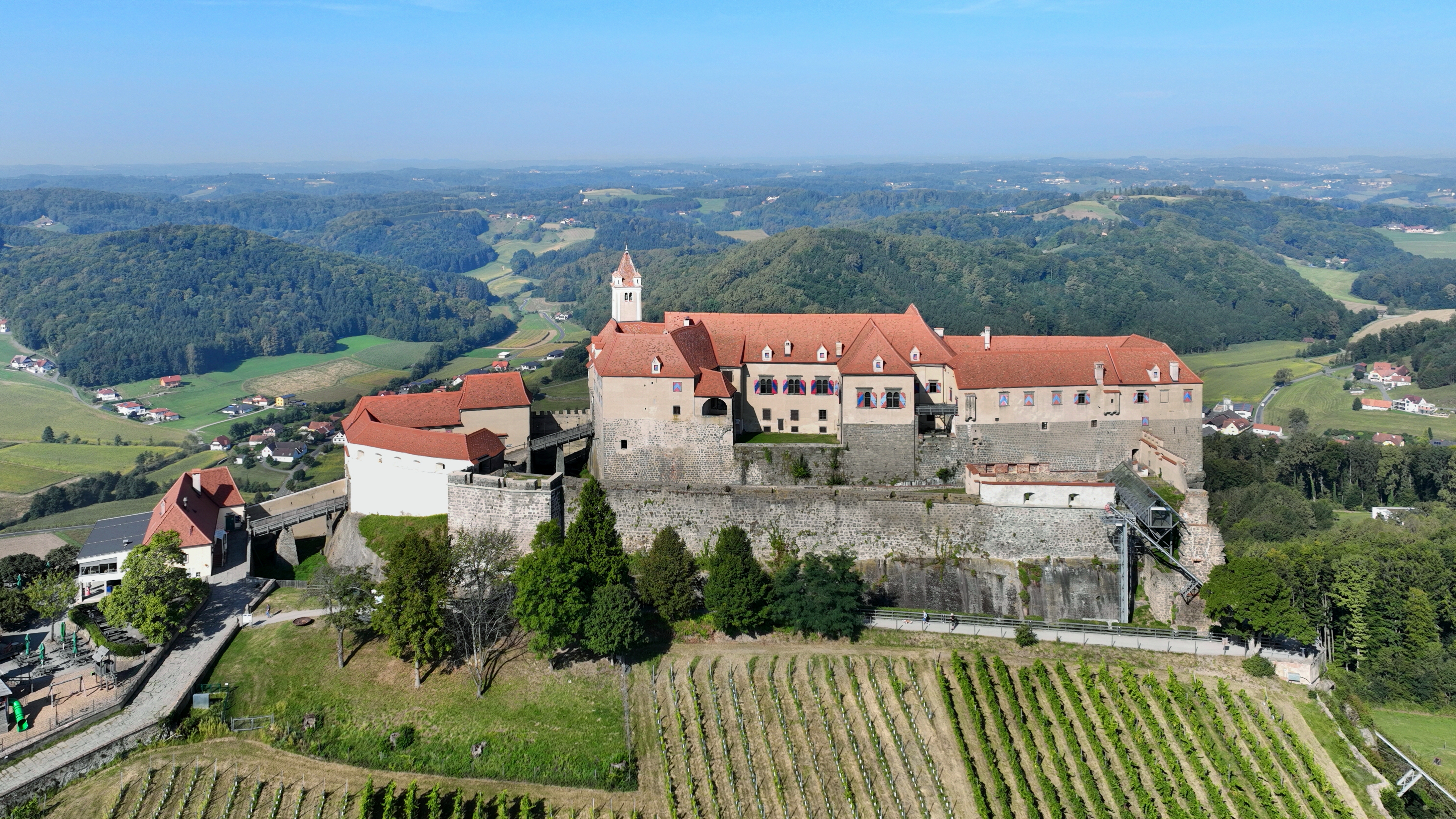
Вид замка c восточной стороны
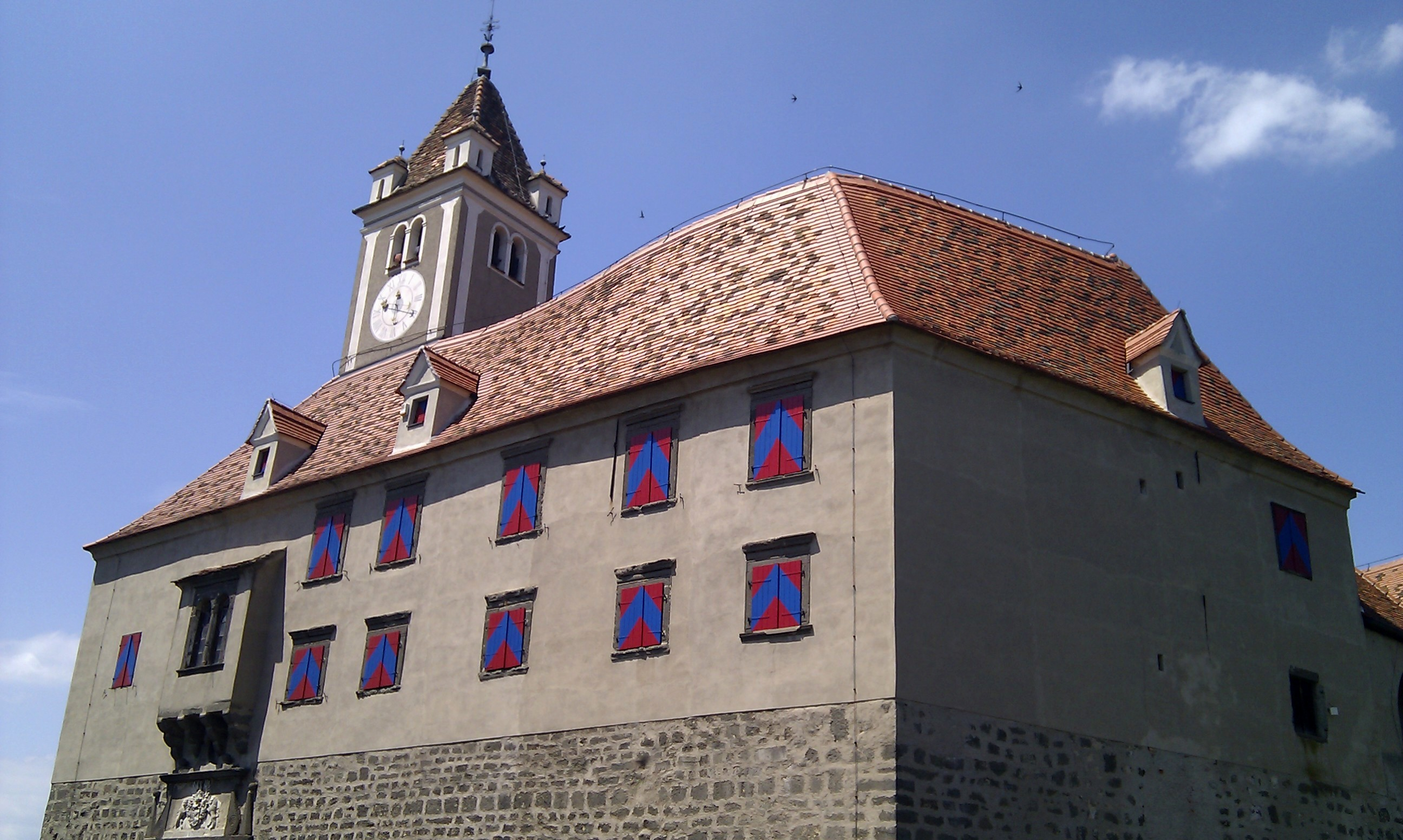
Княжеская резиденция в Верхнем замке
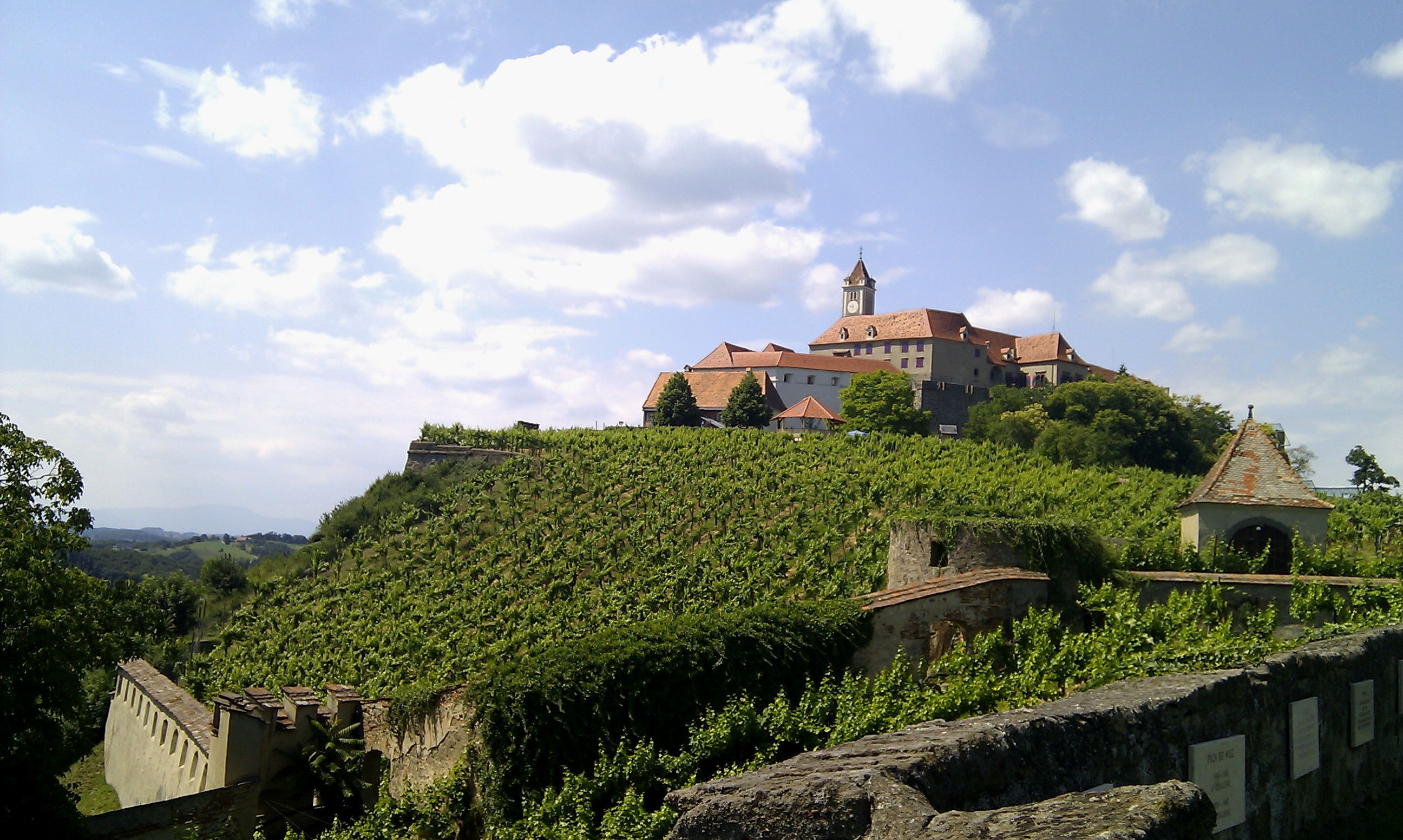
Замок на фоне виноградников
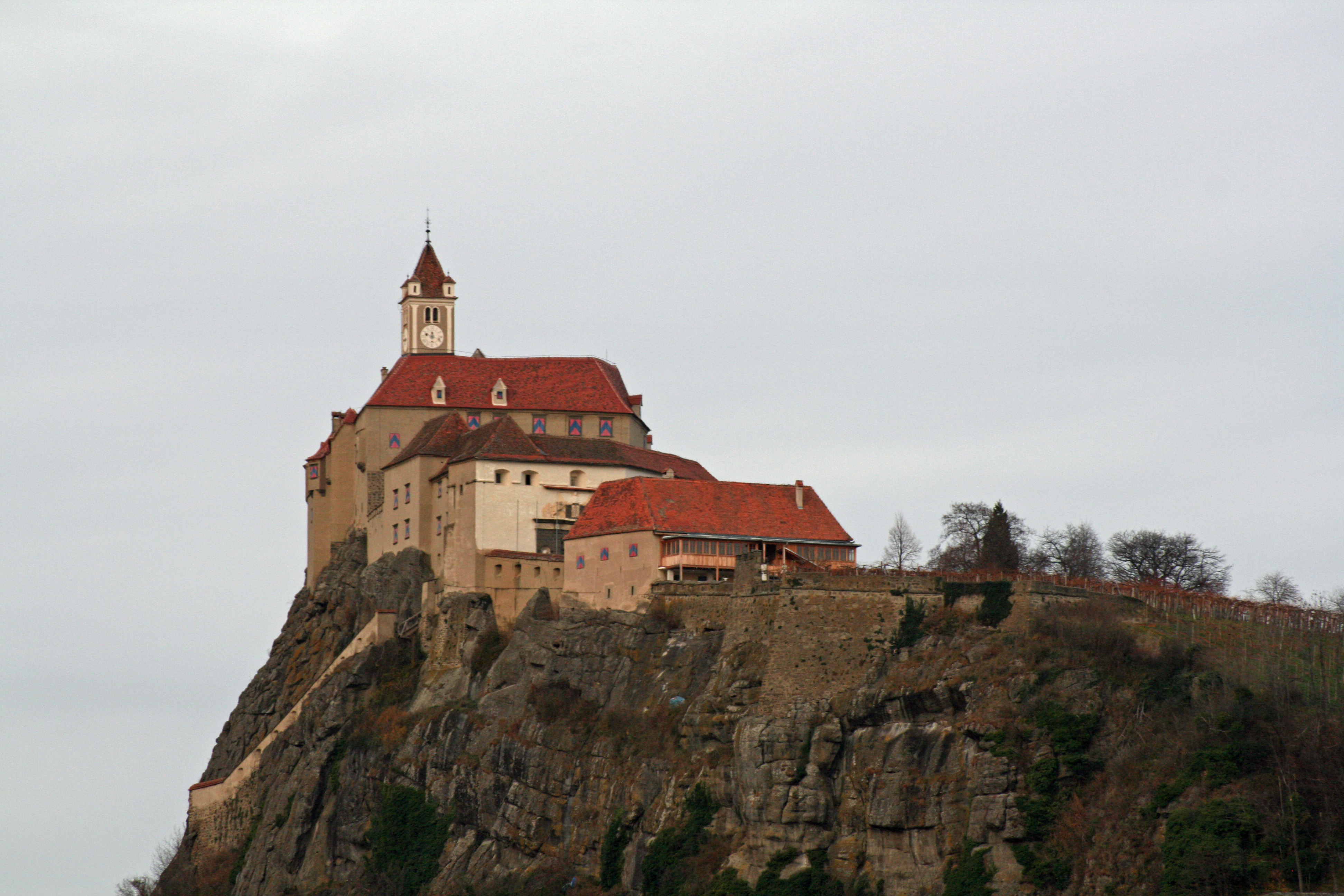
Вид Верхнего замка
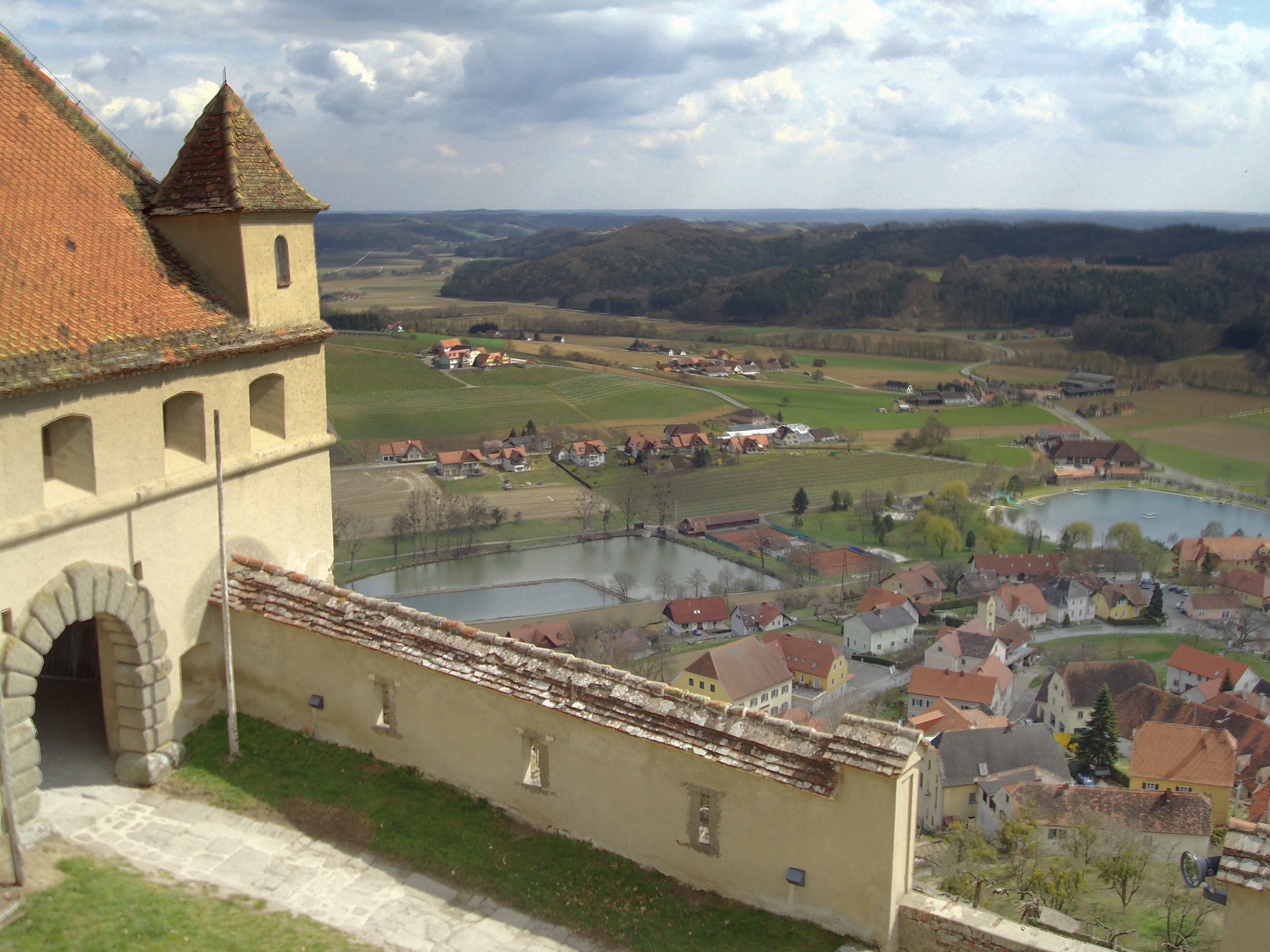
Вид на долину Грацталь со стен замка